# Mehltheuer
Mehltheuer là một đô thị thuộc huyện Vogtland, bang Sachsen, Đức. Đô thị Mehltheuer có diện tích 12,09 km², dân số thời điểm ngày 31 tháng 12 năm 2006 là 1568 người.